# Kämppäsaari (ö i Lappland, Rovaniemi)
Kämppäsaari är en ö i Finland. Den ligger i sjön Ristijärvi och i kommunen Rovaniemi i den ekonomiska regionen  Rovaniemi ekonomiska region  och landskapet Lappland, i den norra delen av landet, 700 km norr om huvudstaden Helsingfors. Öns area är 3,8 hektar och dess största längd är 440 meter i öst-västlig riktning.